# Idioma gumatj
El Gumatj (o Gomadj, Gumait, Gumaj) es una lengua aborigen del norte de Australia , parte del grupo lingüístico Yolngu . Hoy en día sólo unas 300 personas hablan este idioma.
En 2016, 116 personas dijeron que hablaban gumatj en casa.